# Estação Gutiérrez
A Estação Gutiérrez é uma das estações do Metrotranvía de Mendoza, situada no distrito de General Gutiérrez, seguida do Parador Maza. Administrada pela Empresa Provincial de Transporte de Mendoza (EPTM), é uma das estações terminais da Linha Verde.
Foi inaugurada em 28 de fevereiro de 2012. Localiza-se no cruzamento da Rua Uriburu com a Rua Padre Vazquez. Atende os bairros 8 Plan Agua y Energia e Centro.